# Leseturm
Der Leseturm war ein geplantes Gebäude in Wien. Es wurde ein schmales Hochhaus von zuerst 67, dann 57 m Höhe von Manfred Ortner und Laurids Ortner, den Architekten des Wiener MuseumsQuartiers als architektonisches Wahrzeichen dieses kulturellen Großbauvorhabens geplant, wurde aber dann nach heftigen, jahrelangen Debatten wegen anhaltender Widerstände nicht verwirklicht. Geplant war anfangs ebenso ein Medienturm, der auch nie verwirklicht wurde.

## Zur Geschichte des Bauvorhabens
Manfred und Laurids Ortners Ende April 1990 als Ergebnis eines zweistufigen Architektenwettbewerbs prämierter Entwurf für eine Art Wiener Centre Pompidou im Bereich der alten Hofstallungen (später Messepalast) fand zunächst ein sehr positives Medienecho. Zunehmenden Widerstand erregte jedoch der als „Zeichen nach außen“ und Signal der Modernität vorgesehene Leseturm, ein zunächst gläsern und gleichsam transparent präsentiertes Hochhaus, auf sehr schmalem, nahezu elliptischen Grundriss. Der Leseturm hätte unmittelbar hinter dem Trakt Fischer von Erlachs als moderner Kontrapunkt zu den Museumsbauten Gottfried Sempers und dem unvollendet gebliebenen Kaiserforum stehen sollen.
Eine Bürgerinitiative sammelte Tausende von Unterschriften und fand Unterstützung unter anderem beim prominenten Querdenker Günther Nenning. Die mächtige, populären Anliegen stets aufgeschlossene Kronenzeitung Hans Dichands machte sich zum Sprachrohr jener, die in der unmittelbaren Nähe der Wiener Ringstraße kein Hochhaus dulden wollten. Die Gebrüder Ortner waren zudem zur gleichen Zeit mit einem ähnlich umstrittenen Vorhaben in Innenstadtnähe, dem Hochhausprojekt Wien Mitte, engagiert, was die Konfrontation zu einer grundsätzlichen machte. Ein medial wenig rezipierter aber von viel Prominenz, etwa Sir Ernst Gombrich und Ieoh Ming Pei unterzeichneter internationaler Protestaufruf namhafter Kunsthistoriker wandte sich im Mai 1993 gegen das Ortner-Konzept und seinen Leseturm. Schlussendlich wurde auf den Bau des Leseturms, sehr zum Bedauern der Architekten, auf Betreiben der Wiener Stadtpolitiker Ursula Pasterk und Helmut Zilk im Oktober 1994 verzichtet.
Am 29. März 1995 wurde die Entscheidung für den Bau des MuseumsQuartiers ohne den vorgesehenen Leseturm getroffen. Er blieb Ungebautes Wien. Von Seiten anderer Architekten war auch die Funktionalität der schmalen Struktur mit ihren zehn Doppelgeschoßen und ihren räumlich durch die notwendige Infrastruktur (Treppen, Lifts, Nassräume) sehr eingeschränkten „Salons“ in Frage gestellt worden.

## Internationales Medienecho (Auswahl)
- Paul Hofmann: Vienna Debates Its New Look. The New York Times, 12. September 1993, abgerufen am 27. April 2009 (amerikanisches Englisch): „Meanwhile new controversy is brewing over another architectural megaproject. The Federal Government and the city of Vienna are planning to build a vast museum district adjacent to the former Imperial Stables (Hofstallungen), a 270-year-old complex squatting behind the Museums of Fine Arts and Natural History on the Ringstrasse. Whatever the outcome, tourists will benefit.
Lately, the Imperial Stables were used by the Vienna International Trade Fair, but they are to serve cultural purposes. A Museum of Modern Art, a large auditorium, a library tower and other structures will be added. One of the new buildings will house the vast collection of works by the expressionist Egon Schiele and other modern artists that the government recently purchased from Dr. Rudolf Leopold, a wealthy physician. The projected museum district is also to provide plenty of new space for a wealth of material at present kept in storerooms“
- Christian Ankowitsch: Verwienert und verwässert. In: Die Zeit. Nr. 47, 18. November 1994 (zeit.de [abgerufen am 29. April 2009]): „Entsprechend den Achsen und der Stadtkante ordneten nun die Ortners ihre eleganten Bauvolumen: links (von der Fassade aus gesehen) das kubische, mit einer abgespreizten Glashülle überfangene Moderne-Museum (es nimmt die Kaiserforum-Achse auf, steht also frontal zur Fassade); in der Semperschen Zentralachse die Veranstaltungshalle (schräg); rechts die schräg zum 7. Bezirk hin orientierte Schachtel der Kunsthalle; und mittendrin ein 67 Meter hoher, durchscheinender, campanileartiger Turm mit ellipsenförmigem Grundriß, das Lese- und Informationszentrum (schräg) – gedacht zur Brechung der imperial-symmetrischen Gesamtanlage und als Gegengewicht zum (unsprengbaren) Weltkrieg-II-Flakturm im 7. Bezirk. Alles das schön sichtbar über die Fassade hinausragend (was für ein Sakrileg!)“
- Hanno Rauterberg: Der wilde Kunstmix. In: Die Zeit. Nr. 4, 18. Januar 2001 (zeit.de [abgerufen am 28. April 2009]): „Wie kaum anderes zu erwarten, wurde das Museumsquartier zum Austragungsort eines Kulturkampfes. Die Kronen-Zeitung begann mit einer Hetzkampagne gegen das Architektenbüro Ortner und Ortner, das 1990 mit einem radikalen Umbauplan als Sieger aus einem Wettbewerb hervorgegangen war. Die denkmalgeschützten Barockfassaden sollten zwar geschont, dahinter aber viele der alten Flügelbauten abgerissen und durch Glas- und Stahltürme ersetzt werden. Dem Ensemble der monarchischen Stadt wollten die Architekten mit einem selbstbewussten Zeichen der Gegenwart begegnen. Nicht nur die Boulevardblätter, auch ÖVP und FPÖ bekämpften diese Pläne, bis am Ende nichts mehr von ihnen übrig war. Vor allem die Intellektuellen in Wien empfanden das als bittere Niederlage und attackierten Ortner und Ortner, weil diese zum Einlenken bereit waren und einen neuen Entwurf vorlegten“
- Rainer Haubrich: Jetzt fehlt nur noch der Turm. Die Welt, 2. Februar 2001, abgerufen am 28. April 2009: „Schade ist es vor allem um den schlanken Bibliotheksturm, der zwischen Haupteingang und Museum moderner Kunst das Quartier wie ein Campanile überragen sollte“
- Ulrike Knöfel: Hip hinterm Pferdestall. In: Der Spiegel. Nr. 26, 2001 (online – 25. Juni 2001). Zitat: „Trotzdem nörgelte Österreichs Presse fast täglich über die ‚Monstermuseen’: Das einzige weithin sichtbare Wahrzeichen des Viertels, einen Leseturm, mussten die Architekten erst kürzen, dann killen“
- Alastair Gordon: In Old Austria, The Shock Of the New. The New York Times, 30. Mai 2002, abgerufen am 27. April 2009 (amerikanisches Englisch): „One point of contention is the city's new $125 million arts complex, the MuseumsQuartier, which houses museums and a performing arts center. After considerable public debate, the blockish forms of two new museum buildings by Laurids and Manfred Ortner were lowered so as not to disrupt the historic skyline and to stand innocuously behind the Baroque facade of the former Imperial Stables“
- Herbert Muschamp: ARCHITECTURE REVIEW; Checking In To Escapism. The New York Times, 1. November 2002, abgerufen am 27. April 2009 (amerikanisches Englisch): „[…] Ortner and Ortner, subsequently designed the Museum Quarter in Vienna“